# Plan gospodarowania wodami na obszarze dorzecza
Plan gospodarowania wodami na obszarze dorzecza (PGW) – podstawowy dokument planistyczny gospodarki wodnej według Ramowej Dyrektywy Wodnej (RDW). Dyrektywa ta wymaga, aby państwa UE opracowały plany gospodarowania wodami dla wszystkich obszarów dorzeczy. Tak rozumiany obszar dorzecza może składać się z kilku sąsiadujących dorzeczy w znaczeniu hydrograficznym, łącznie z przylegającymi do nich morskimi wodami przybrzeżnymi. Zgodnie z założeniami dyrektywy, plany gospodarowania miały być tworzone dla potrzeb osiągnięcia dobrego stanu wód do 2015 i utrzymania lub poprawy tego stanu w dalszym okresie. Plany gospodarowania wodami w dorzeczach przyjmowane są na kolejne sześcioletnie cykle planistyczne (2003-2009; 2009-2015; 2015-2021; 2021-2027). PGW powinien stanowić podstawę podejmowania wszelkich decyzji mających wpływ na stan zasobów wodnych oraz zasady gospodarowania nimi w przyszłości.

## Zawartość planów gospodarowania wodami
W PGW ustalane są cele środowiskowe dla poszczególnych jednolitych części wód powierzchniowych. Podstawowym celem środowiskowym wód w myśl RDW jest uzyskanie co najmniej dobrego stanu ekologicznego, a w sytuacji, gdy dana jednolita część wód już ma stan dobry lub bardzo dobry – niepogorszenie tego stanu. Cele środowiskowe uwzględniają również dodatkowe wymagania wynikające z pokrywania się jednolitych części wód z obszarami chronionymi (np.: cele wynikające z ustanowienia obszaru Natura 2000 lub wykorzystywania wód jako źródła wody pitnej). W przypadku wód wyznaczonych jako sztuczne lub silnie zmienione dopuszczalne jest wyznaczenie mniej rygorystycznego celu środowiskowego.
Plany gospodarowania wodami stanowią syntezę prac planowanych do przeprowadzenia na obszarze dorzecza w cyklu planistycznym RDW. Plany te zgodnie z wytycznymi RDW i aktów prawa krajów członkowskich ją implementujących (w Polsce jest to ustawa Prawo wodne) zawierają:
- ogólny opis cech charakterystycznych obszaru dorzecza, obejmujący wykaz jednolitych części wód powierzchniowych, wraz z podaniem ich typów i ustalonych warunków referencyjnych oraz wykaz jednolitych części wód podziemnych;
- podsumowanie identyfikacji znaczących oddziaływań antropogenicznych i oceny ich wpływu na stan wód powierzchniowych i podziemnych;
- rejestr wykazów obszarów chronionych wraz z ich graficznym przedstawieniem;
- mapę sieci monitoringu, wraz z prezentacją programów monitoringowych;
- ustalenie celów środowiskowych dla jednolitych części wód i obszarów chronionych;
- podsumowanie wyników analizy ekonomicznej związanej z korzystaniem z wód;
- podsumowanie działań zawartych w programie wodno-środowiskowym kraju (PWŚK), z uwzględnieniem sposobów osiągania ustanawianych celów środowiskowych;
- wykaz innych szczegółowych programów i planów gospodarowania dla obszaru dorzecza dotyczących zlewni, sektorów gospodarki, problemów lub typów wód, wraz z omówieniem zawartości tych programów i planów;
- podsumowanie działań zastosowanych w celu informowania społeczeństwa i konsultacji publicznych, opis wyników i dokonanych na tej podstawie zmian w planie;
- wykaz organów właściwych w sprawach gospodarowania wodami dla obszaru dorzecza,
- informację o sposobach i procedurach pozyskiwania informacji i dokumentacji źródłowej wykorzystanej do sporządzenia planu oraz informacji o spodziewanych wynikach realizacji planu.

W PGW szczególną rolę zajmuje podsumowanie działań, zawartych w PWŚK. Działania te zmierzające do utrzymania lub poprawy lub poprawy stanu wód zostały zebrane w aPWŚK i dotyczą zarówno konkretnych przedsięwzięć technicznych, jak również działań o charakterze administracyjnym, ekonomicznym, badawczym, informacyjnym czy edukacyjnym.

## Aktualizacja PGW

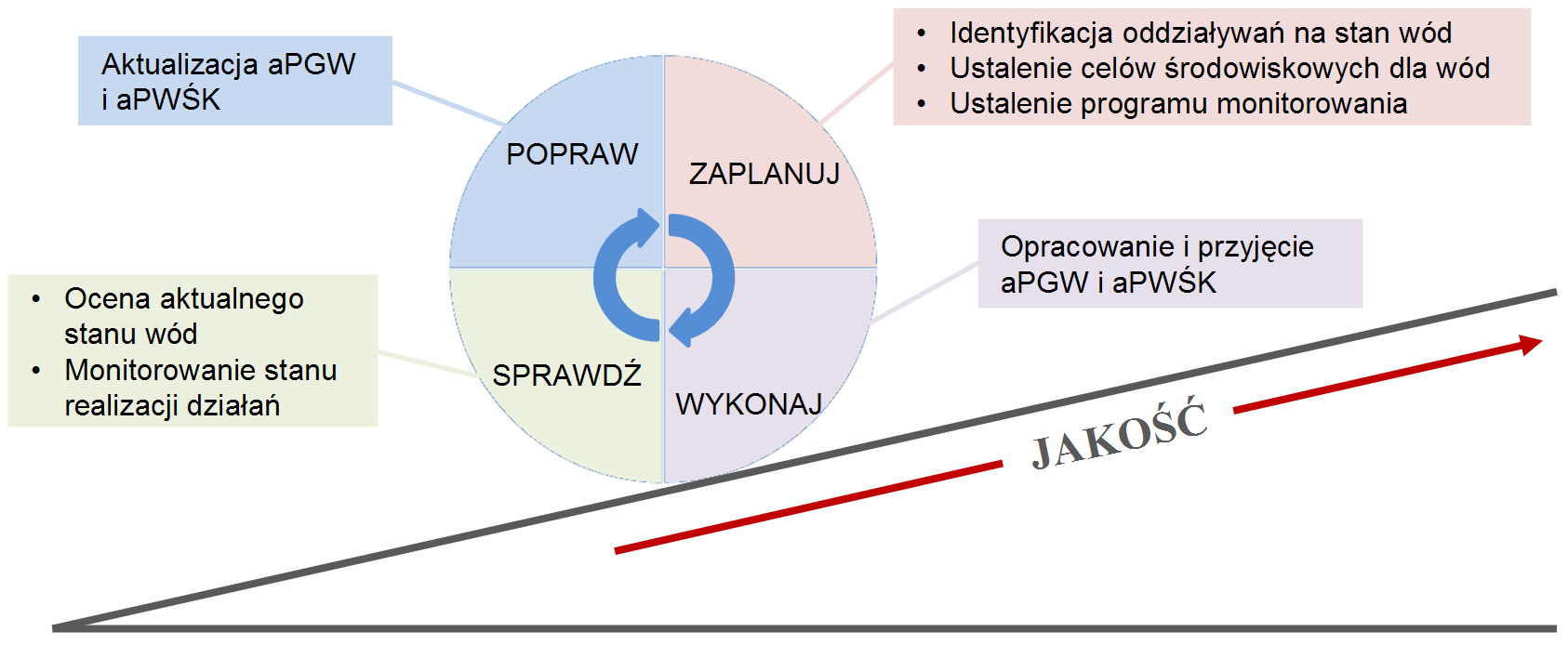
Cykliczność procesu gospodarowania wodami wskazana w Ramowej Dyrektywie Wodnej

Aktualizacja planu gospodarowania wodami na obszarze dorzecza (aPGW) powinna zawierać, oprócz danych wymienionych powyżej:
- podsumowanie wszelkich zmian lub uaktualnień dokonanych od dnia ogłoszenia poprzedniego planu gospodarowania wodami na obszarze dorzecza;
- ocenę postępu w osiąganiu celów środowiskowych, z prezentacją wyników monitoringu w okresie objętym poprzednim planem oraz wyjaśnieniem przyczyn ewentualnego nieosiągnięcia niektórych celów środowiskowych;
- charakterystykę i wyjaśnienie wszystkich działań przewidzianych we wcześniejszej wersji planu gospodarowania wodami w dorzeczu, które nie zostały zastosowane;
- charakterystykę koniecznych dodatkowych działań ustalonych w trakcie realizacji planu.

## Konsultacje społeczne
Ramowa Dyrektywa Wodna wymaga włączenia społeczeństwa i wszystkich zainteresowanych stron do aktywnego jej wdrażania, zwłaszcza przy opracowaniu projektu aPGW.
Osiągnięcie celów środowiskowych ujętych w aPGW oznacza korzyści dla wszystkich mieszkańców. Jednak osiągnięcie tych celów wiąże się z kosztami, które będą udziałem wszystkich korzystających z wód. Stąd też dla pełnego wdrożenia konieczna będzie akceptacja społeczna dla przewidzianych w nich rozwiązań, a akceptacja ta jest tym większa, im większe będzie zaangażowanie mieszkańców w tworzenie tych rozwiązań, oraz im większy będą mieli wpływ na podejmowane decyzje.

## Polska
W Polsce PGW opracowywane są przez Prezesa Krajowego Zarządu Gospodarki Wodnej (KZGW) dla obszaru 10 dorzeczy: Odry, Wisły, Dniestru, Dunaju, Jarft, Łaby, Niemna, Pregoły, Świeżej, Ücker.
Polska przystąpiła do UE w 2004 r., czyli w trakcie cyklu planistycznego 2003-2009. Plany gospodarowania wodami po raz pierwszy zostały opracowane i zatwierdzone przez Radę Ministrów 22 lutego 2011 r., a następnie opublikowane w Dzienniku Urzędowym Monitorze Polskim. Zgodnie z wymaganiami Ramowej Dyrektywy Wodnej aktualizacje planów gospodarowania wodami (aPGW) zostaną poddane przeglądowi i uaktualnieniu najpóźniej do 22 grudnia 2015 r. Plany na cykl 2016-2021 zostały opublikowane pod koniec roku 2016.
Ustalenia planu gospodarowania wodami uwzględnia się w koncepcji przestrzennego zagospodarowania kraju, strategii rozwoju województwa, planach zagospodarowania przestrzennego województwa, studium uwarunkowań i kierunków zagospodarowania przestrzennego gminy oraz w miejscowych planach zagospodarowania przestrzennego.
Ze względu na uchybienia w pierwszej serii planów gospodarowania wodami na obszarach dorzeczy wskazane przez Komisję Europejską, niezależnie od prac nad aktualizacją PGW na kolejny cykl, w 2014 r. przyjęto korektę dwóch PGW dla największych polskich obszarów dorzeczy, czyli MasterPlany dla dorzecza Wisła i Odry. W praktyce był to wykaz inwestycji realizowanych lub przewidzianych do realizacji w cyklu 2009-2015 i kolejnym.
Proces konsultacji projektów aPGW trwał od 22 grudnia 2014 r. do 22 czerwca 2015 r.